# Comando Militar de Transporte Marítimo
El Comando Militar de Transporte Marítimo (en inglés: Military Sealift Command, MSC) es un comando de la Armada de los Estados Unidos.

## Historia
Creado en 1949 como Military Sea Transportation Service (MSTS), su nombre cambió a Military Sealift Command (MSC). Desde entonces ha estado a cargo del transporte marítimo militar de Estados Unidos en todo conflicto armado librado desde entonces. Su lema es United We Sail.

## Comandante
Su comandante es el contraalmirante Michael A. Wettlauffer.